# Fulgencio Yegros
Fulgencio Yegros y Franco de Torres (n. 1780, Quyquyhó⁠(d), Paraguarí Department⁠(d), Paraguay – d. 1821, Asunción, Paraguay) a fost un soldat paraguayan și primul conducător al statului independent Paraguay. Orașul Yegros este numit în onoarea sa.

## Viața
Yegros s-a născut într-o familie cu tradiție militară și a urmat, de asemenea, o carieră militară. Nepot al guvernatorului Fulgencio Yegros y Ledesma, a studiat la Asunción și s-a alăturat armatei coloniale spaniole. A avut primele sale experiențe de luptă în 1802 împotriva portughezilor și în 1807, când a făcut parte din forțele paraguayene care au apărat Buenos Aires în timpul invaziilor britanice din Río de la Plata. A ajuns la rangul de căpitan în 1810 și a devenit guvernator al departamentului Misiones. Mai târziu a fondat prima academie militară în Paraguayul independent
La începutul anului 1811 a participat la campania Paraguayului și a apărat Paraguayul împotriva invadatorilor conduși de Manuel Belgrano.
Yegros și Pedro Juan Caballero au fost principalele personaje militare în Revoluția din mai 1811, ceea ce a dus la independența Paraguayului. În urma independenței, din 19 iunie 1811 până la 12 octombrie 1813, Yegros a fost președintele Juntei Superioare Gubernative, care a fost alcătuită din cinci oameni, juntă înlocuită în 1813 cu un consulat format din două persoane. Yegros și José Gaspar Rodríguez de Francia au fost aleși de Congres în 1813 în funcția de consuli ai republicii după modelul Revoluției franceze.
Yegros era mai mult militar decât politician, iar în rolul său de consul al Paraguayului era marginalizat de Francia. Mandatul său de consul a fost în perioada 12 februarie 1814 - 12 iunie 1814. După ultimul său mandat consular în 1814, Francia a fost ales dictator al Paraguayului și Yegros s-a retras din viața publică la moșia sa.
În 1820, Yegros a participat la complotul nereușit care a încercat să-l înlăture pe Francia de la putere. În urma eșecului complotului, Yegros a fost închis și a fost executat la 17 iulie 1821.